# فيكتور إل. بيرغر
فيكتور إل. بيرغر (بالألمانية: Victor L. Berger )‏ (و. 1860 – 1929 م) هو سياسي، ومحرر من الولايات المتحدة، والنمسا، ولد في الإمبراطورية النمساوية المجرية، توفي في ميلواكي، ويسكنسن، عن عمر يناهز 69 عاماً.

## مناصب
تولى منصب عضو مجلس النواب الأمريكي.

## روابط خارجية
- فيكتور إل. بيرغر على موقع الموسوعة البريطانية (الإنجليزية)
- فيكتور إل. بيرغر على موقع إن إن دي بي (الإنجليزية)